# Agustín Fernández Mallo
Agustín Fernández Mallo (Corunha, 1967) é um escritor, ensaísta, físico e músico espanhol. Membro da chamada Geração Nocilla.
Em sua obra poética desenvolve o que chama de Poesia Pós-Poética, pela qual investiga conexões entre poesia, outras artes e ciências. Tal conceito é teorizado em seu ensaio Postpoesía. Hacía un nuevo paradigma (2009) e praticado nas obras Yo  siempre  regreso  a  los  pezones  y  al  punto  7  del  Tractatus (2001), Creta, lateral  travelling (2004)  e Joan  Fontaine  Odisea (mí  descontrucción) (2005).

## Obras

### Narrativa
- Nocilla Dream (2006)[1]
- Nocilla Experience (2008)[1]
- Nocilla Lab (2009)[1]
- El Hacedor (de Borges), Remake (2011)[2]

### Poesia
- Yo  siempre  regreso  a  los  pezones  y  al  punto  7  del  Tractatus (2001)[2]
- Creta, lateral  travelling (2004)[2]
- Joan  Fontaine  Odisea (mí  descontrucción) (2005)[2]

### Ensaio
- Postpoesía. Hacía un nuevo paradigma (2009)[2]
- Teoria General de La Basura (2018)[2]
- La Mirada Imposible (2021)[3]
- La Forma de La Multitud (2023)[4]